# 国富町立八代小学校
国富町立八代小学校（くにとみちょうりつ やつしろしょうがっこう）は、宮崎県東諸県郡国富町大字八代南俣にある公立の小学校。

## 概要
歴史
1899年（明治22年）、八代村内の小学校を統合の上、創立。現校名となったのは1956年（昭和31年）。2024年（令和6年）に創立135周年を迎えた。
校章
桜の花弁を背景にして、中央に校名の「八代」の文字（縦書き）を配している。
校歌
2009年（平成21年）に新しく制定。作詞は上杉哲夫、作曲は八代中学校3年生による。歌詞は3番まであり、各番の歌詞中に校名の「八代小学校」が登場する。
通学区域
国富町のうち、「井水、大坪、馬渡、川上、馬場、門前、栗巣、伊左生、尾園、今平、永山、井野、若宮、上床、高尾、旭、堀内、籾木、中別府、寺中、永田、萩原、高田原、市ノ瀬、狩野、法ヶ岳」。中学校区は国富町立八代中学校。

## 沿革
前史
- 1875年（明治8年）- 以下の小学校が創立[2]。
  - 八代南俣村（2校） - 「八代小学校」・「中別府小学校」
  - 八代北俣村（1校） - 「若宮小学校」
  - 深年村（2校） - 「永田小学校」・「狩野小学校」

統合・八代小学校
- 1899年（明治22年）
  - 5月1日 - 町村制施行により、東諸県郡4村（八代南俣・八代北俣・深年・伊佐生）が合併の上、「八代村」が発足。
  - この年 - 1村1校設置の原則により、尋常科（4年制）を設置の上、「尋常八代小学校」が創立。当時の校地は現在、八代中学校となっている場所。
- 1892年（明治25年）4月 - 「八代尋常小学校」に改称。
- 時期不詳 - 高等科を併置の上、「八代尋常高等小学校」に改称。
- 1908年（明治41年）4月 - 改正小学校令により、尋常科（義務教育年限）が4年制から6年制に改められる。
- 1922年（大正11年）- 茶臼岳分校（ちゃうすだけ）を設置[3]。
- 1935年（昭和10年）- 青年学校令施行により、青年学校が併設される。
- 1941年（昭和16年）4月1日 - 国民学校令施行により、「八代村八代国民学校」に改称。尋常科を初等科に改める。
- 1947年（昭和22年）- 学制改革が行われる（六・三制の実施）。
  - 4月1日 - 国民学校初等科は、新制小学校「八代村立八代小学校」に改組・改称。
  - 5月8日 - 国民学校高等科は、青年学校普通科とともに、新制中学校「八代村立八代中学校」に改組・改称。当初、小学校に併設。

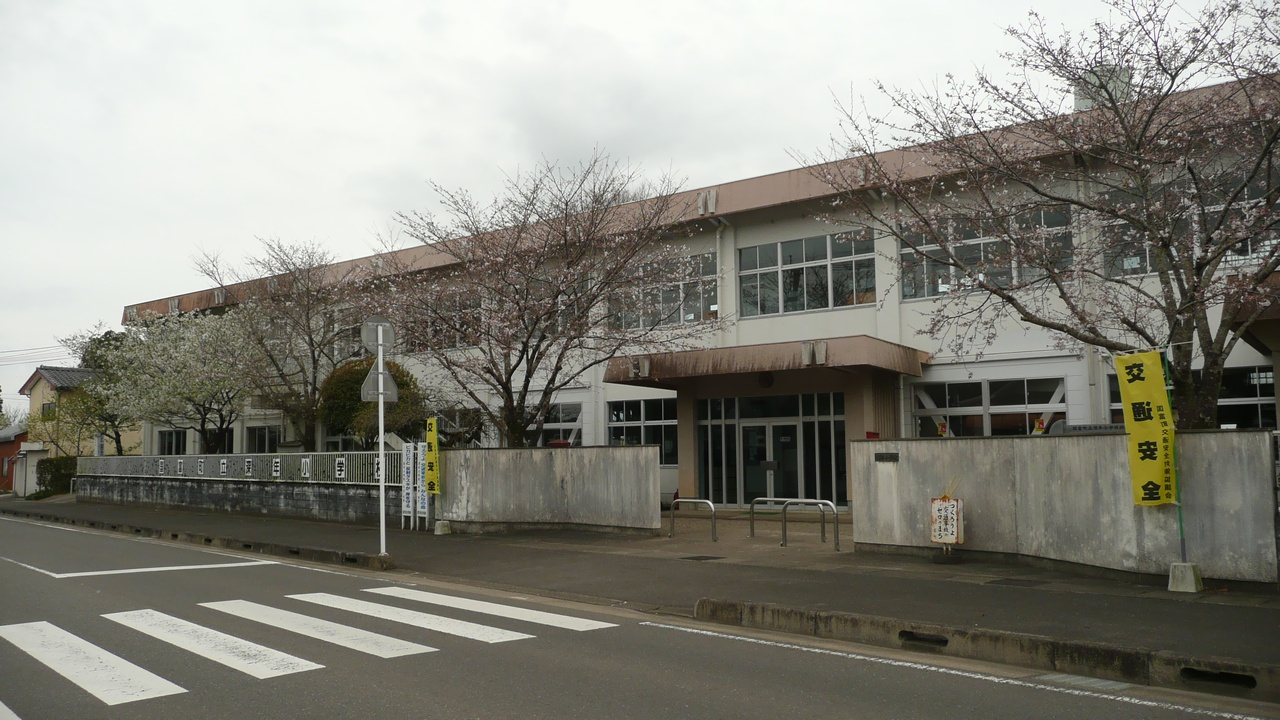
旧・深年小学校

- 1948年（昭和23年）
  - 9月6日 - 北俣分校を設置。
  - 9月7日 - 深年分校を設置。
- 1949年（昭和24年）8月 - 現在地に移転を完了。旧校舎・校地は中学校へ移管。
- 1951年（昭和26年）4月1日 - 北俣分校および深年分校が、それぞれ「八代村立北俣小学校」・「八代村立深年小学校」として独立。茶臼岳分校を深年小学校へ移管。
- 1956年（昭和31年）9月30日 - 町村（本庄町・八代村）合併により、「国富町」が発足。これにより、「国富町立八代小学校」（現校名）に改称。
- 2009年（平成21年）
  - 3月 - 新校歌を制定。作曲は八代中学校3学年選択音楽教科生徒による。
  - 4月1日 - 国富町立北俣小学校および国富町立深年小学校を統合。

旧・北俣小学校（きたまた）
- 1948年（昭和23年）9月6日 - 「八代村立八代小学校 北俣分校」が設置される。校舎を増築。
- 1951年（昭和26年）
  - 3月1日 - 北俣分校の独立が認可される。
  - 3月22日 - 3教室を増築。
  - 4月1日 - 「八代村立北俣小学校」として分離・独立。
- 1952年（昭和27年）
  - 4月 - 校旗を制定。校門を設置。
  - 12月 - 校章を制定。
- 1953年（昭和28年）2月1日 - 校歌を制定。
- 1956年（昭和31年）9月30日 - 町村合併により、「国富町立北俣小学校」（最終名）に改称。
- 1957年（昭和32年）5月 - 校舎を増築。
- 1958年（昭和33年）5月 - 教室を改造。
- 1960年（昭和35年）6月 - プールが完成。
- 1963年（昭和38年）10月 - ミルク給食を開始。
- 1966年（昭和41年）2月 - 完全給食を開始。
- 1974年（昭和49年）7月 - 旧校舎を解体。
- 1975年（昭和50年）3月 - 鉄筋コンクリート造新校舎が完成。
- 1976年（昭和51年）9月 - 新校門を設置。
- 1978年（昭和53年）
  - 6月 - 家庭科室（プレハブ）を設置。
  - 7月 - 新プールが完成（これに伴い、諏訪神社前にあった旧プールを廃止）。
- 2001年（平成13年）2月 - 創立50周年式典を挙行。
- 2009年（平成21年）
  - 3月15日 - 閉校式を挙行。
  - 3月31日 - 国富町立八代小学校への統合により、閉校。61年（独立58年）の歴史に幕を閉じる。
    - 最終所在地 - 〒880-1222 宮崎県東諸県郡国富町八代北俣2415番地
    - 校章 - 1952年（昭和27年）制定。笹などの絵を背景にして、中央に校名の略称である「北小」の文字（縦書き）を配している。
    - 校歌 - 1953年（昭和28年）制定。作詞は平島弘、作曲は海老原直による。歌詞は3番まであり、各番の歌詞中に校名の「北俣小学校」が登場する。
    - 交通 - 宮崎県道355号旭村木脇線
    - 周辺 - 北俣保育園、北俣簡易郵便局、諏訪神社

旧・深年小学校（ふかどし）
- 1948年（昭和23年）9月7日 - 「八代村立八代小学校 深年分校」が設置される。児童数は110名。
- 1951年（昭和26年）
  - 3月1日 - 深年分校の独立が認可される。
  - 4月1日 - 「八代村立深年小学校」として分離・独立。八代小学校から茶臼岳分校[3]が移管。
  - 4月3日 - 独立開校式を挙行。
- 1952年（昭和27年）9月1日 - 校歌を制定。
- 1954年（昭和29年）3月 - 校旗を制定。
- 1956年（昭和31年）9月30日 - 町村合併により、「国富町立深年小学校」（最終名）に改称。
- 1957年（昭和32年）5月 - 校舎を増築。
- 1958年（昭和33年）4月 - 児童数が最大の436名を記録する（ピーク）。
- 1965年（昭和40年）
  - 3月 - 茶臼岳分校を廃止[3]。
  - 5月 - 学校給食を開始。
- 1966年（昭和41年）8月 - 運動場を芝生化。
- 1973年（昭和48年）8月 - プールが完成。
- 1976年（昭和51年）2月 - 校舎を改築。
- 1977年（昭和52年）2月 - 裏門を設置。
- 1979年（昭和54年）12月 - 体育館が完成。
- 1997年（平成9年）7月 - 図工室（プレハブ）を設置。
- 1998年（平成10年）3月 - 校門を改修。
- 2001年（平成13年）
  - 3月4日 - 創立50周年式典を挙行。
  - 5月 - プレハブ教室を撤去。
- 2004年（平成16年）
  - 3月3日 - 北海道紋別から流氷とクリオネが寄贈される。
  - 7月 - 元紋別小学校との交流を開始。
- 2005年（平成17年）8月 - 校舎の耐震工事が完了。
- 2006年（平成18年）8月 - 体育館の耐震工事が完了。
- 2009年（平成21年）
  - 3月8日 - 閉校式を挙行。
  - 3月31日 - 閉校。61年（独立58年）の歴史に幕を閉じる。
    - 最終所在地 - 〒880-1224 宮崎県東諸県郡国富町深年3071番地
    - 校章 - 1954年（昭和29年）制定。桜の花弁を背景にして、中央に「小」の文字を配している。
    - 校歌 - 1952年（昭和27年）制定。作詞・作曲ともに上井正省による。歌詞は4番まであり、各番の歌詞中に校名の「深年」が登場する。
    - 交通 - 宮崎県道356号法ヶ岳本庄線
    - 周辺 - 深年簡易郵便局

## 交通
最寄りのバス停留所
- 宮崎交通バス 「八代中学校前」下車 徒歩3分

## 周辺
- 国富町立八代中学校
- 国富町こどもセンター
- 八代郵便局
- 川上神社